# Aéroport de Durham Tees Valley
L'aéroport de Durham Tees Valley (code IATA : MME • code OACI : EGNV) est un aéroport international situé à l'est de Darlington au Nord-Est de l'Angleterre, à 16 kilomètres au sud-ouest de Middlesbrough et 39 kilomètres au sud de Durham.  L'aéroport dessert le comté de Durham, Teesside et une partie du Yorkshire du Nord, et se trouve sur le village de Middleton St George dans le borough de Darlington. L'aéroport est parfois appelé par son ancien nom, l'aéroport international du Teesside.
C'est un des plus petits aéroports du Royaume-Uni, proposant trois destinations intérieures et européennes. C'est également un centre d'instruction de vol. Base aérienne militaire de la Royal Air Force à l'origine, elle devient l'aéroport international du Teesside dans les années 1960, et est rebaptisé aéroport de Durham Tees Valley en 2004.
L'actionnaire majoritaire de l'aéroport est Peel Investments (DTVA) Ltd (à hauteur de 89 %), le restant étant détenu par un consortium d'autorités locales, à savoir les Conseils du comté de Durham, Darlington, Stockton-on-Tees, Middlesbrough, Hartlepool et Redcar et Cleveland.

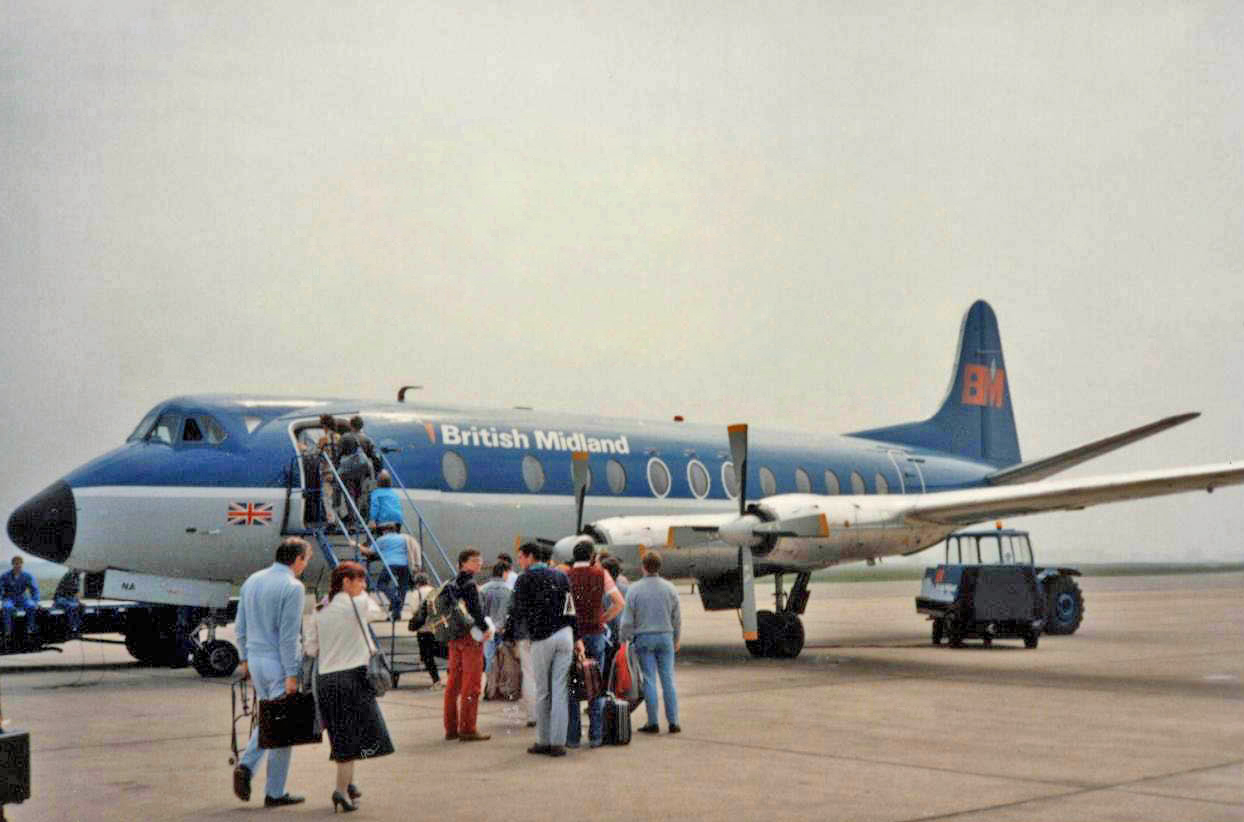
Passagers embarquant à bord d'un British Midland Viscount 813 en 1987

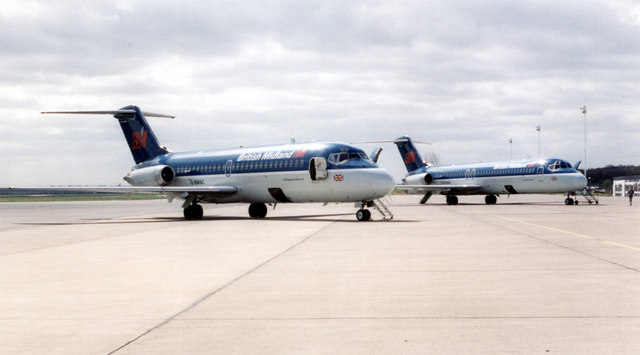
British Midland Douglas DC-9s en 1994

## Statistiques
Pour des raisons techniques, il est temporairement impossible d'afficher le graphique qui aurait dû être présenté ici.

Voir la requête brute et les sources sur Wikidata.

## Situation

### Carte des aéroports commerciaux d'Angleterre
| Birmingham Bournemouth Bristol Doncaster · Sheffield Durham · Tees Valley East Midlands Exeter Humberside Land's · End Leeds-Bradford Liverpool L.-City L.-Gatwick L.-Heathrow L.-Luton L.-Southend L.-Stansted Lydd Manchester Newcastle · Upon Tyne Newquay · Cornouailles Norwich Southampton St Mary des Sorlingues Carlisle Lake |

## Compagnies aériennes et destinations
| Compagnies      | Destinations                                                              |
| --------------- | ------------------------------------------------------------------------- |
| BH Air          | En saison: Bourgas                                                        |
| Eastern Airways | En saison: Jersey                                                         |
| KLM             | Amsterdam                                                                 |
| Loganair        | Aberdeen-Dyce                                                             |
| Ryanair         | Alicante-Elche En saison: Corfou-I. Kapodístrias, Faro, Palma de Majorque |
| TUI Airways     | En saison: Antalya, Dalaman, Palma de Majorque                            |

Édité le 16/02/2018  Actualisé le 29/03/2023